# Бенегас, Леандро
Леандро Иван Бенегас (исп. Leandro Iván Benegas; 27 ноября 1988 года, Мендоса) — аргентинский и чилийский футболист, играющий на позиции нападающего. Ныне выступает за «Коло-Коло».

## Биография
Леандро Бенегас начинал свою карьеру футболиста в аргентинском клубе «Индепендьенте Ривадавия». Летом 2009 года он стал игроком «Уракана». 8 февраля 2010 года Бенегас дебютировал в аргентинской Примере, выйдя на замену в самой концовке гостевого поединка против «Атлетико Тукумана». Летом 2010 года он перешёл в команду Примеры B Насьональ КАИ, а с начала 2011 года представлял «Депортиво Арменио».
В июле 2012 года Бенегас стал игроком чилийского клуба «Унион Ла-Калера». 29 июля в своём дебютном же матче в чилийской Примере аргентинец забил свой первый гол на высшем уровне, сравняв счёт в домашней игре с «Коло-Коло». 10 февраля 2013 года он сделал дубль в гостевой игре против «Сантьяго Уондерерс», принесший его команде волевую победу. 5 января 2014 года Бенегас оформил покер в гостевом поединке против «Кобресаля». 11 октября того же года он отметился хет-триком в ворота «Уачипато».
В декабре 2014 года Бенегас перешёл в чилийский «Универсидад де Чили». Клаусуру 2016 он на правах аренды отыграл за «Аудакс Итальяно», а Апертуру 2016 — на тех же правах за «Палестино».

## Достижения
«Универсидад де Чили»
- Обладатель Суперкубка Чили (1): 2015
- Обладатель Кубка Чили (1): 2015
- Чемпион Чили (1): Кл. 2017